# Мельниківська волость
Мельниківська волость — адміністративно-територіальна одиниця Золотоніського повіту Полтавської губернії з центром у селі Мельники.
Станом на 1885 рік складалася з 6 поселень, 12 сільських громад. Населення — 8448 осіб (4216 чоловічої статі та 4232 — жіночої), 1579 дворових господарств.
|                     | Площа, десятин | У тому числі орної, дес. |
| ------------------- | -------------- | ------------------------ |
| Сільських громад    | 7622           | 3481                     |
| Приватної власності | 1834           | 909                      |
| Надільної власності | 1636           | —                        |
| Іншої власності     | 90             | 70                       |
| Загалом             | 10294          | 4460                     |

Основні поселення волості станом на 1885:
- Мельники — колишнє державне село при річці Кропивні за 20 верст від повітового міста, 2884 особи, 556 двори, православна церква, 5 постоялих будинків, 4 лавки, 36 вітряних млинів, маслобійний завод, базари по неділях.
- Воронинці — колишнє державне та власницьке село при річці Ірклій, 986 осіб, 192 двори, православна церква, постоялий будинок, 2 лавки, 12 вітряних млинів, маслобійний завод.
- Крутьки — колишнє державне та власницьке село при річці Кропивні, 1514 осіб, 296 дворів, православна церква, постоялий будинок, 2 лавки, 12 вітряних млинів, 30 вітряних млинів, сукновальний і маслобійний заводи.
- Панське — колишнє державне село при річці Дніпро, 1397 осіб, 300 дворів, православна церква, школа, 3 постоялих будинки, 2 лавки, базари по неділях, 86 вітряних млинів, 5 сукновалень.
- Чехівка — колишнє державне село при річках Золотоноша та Згар, 1397 осіб, 300 дворів, православна церква, школа, 3 постоялих будинки, 2 лавки, базари по неділях, 86 вітряних млинів, 5 сукновалень.